# ボンヌ・ド・ブルボン
ボンヌ・ド・ブルボン（フランス語：Bonne de Bourbon, 1341年 - 1402年1月19日）は、サヴォイア伯アメデーオ6世の妃。ブルボン公ピエール1世とイザベル・ド・ヴァロワの娘で、フランス王妃ジャンヌ・ド・ブルボンの妹にあたる。夫アメデーオ6世が不在であった1366年 - 1367年および1383年と、孫アメデーオ8世が幼年であった1391年 - 1395年の期間にサヴォイア伯領の摂政をつとめた。

## 生涯

### 結婚
ボンヌはパリ条約の一環としてサヴォイア伯アメデーオ6世と婚約した。この条約には年間3,000フローリンのボンヌの持参金の取り決めも含まれていた。1355年9月にパリでボンヌとアメデーオ6世は結婚したが、結婚が終わるとすぐにアメデーオ6世は三十年戦争に再び参戦するため軍に戻らなければならなかった。

## 最初の摂政
1366年、アメデーオ6世は十字軍に参加するためブルガリアに向かう時、ボンヌを自身の不在の間のサヴォイア摂政に指名し、自身の枢密院から助言を受けるようにした。1367年、アメデーオ6世の又従兄弟ピエモンテ領主ジャコモが死去し、ジャコモと最初の妃との長男フィリッポ2世とジャコモの2番目の妃マルグリット・ド・ボージューの間で論争が起こった。マルグリットは自身の幼い息子であるアメデーオとルドヴィーコのために争っていた。摂政であったボンヌはただ戦いを防ぐことしかできなかった。ボンヌはこの論争を解決させることができず、フィリッポ2世がヴェネツィアにいるアメデーオ6世えお訪れ解決を試みることとなった。
ボンヌはサヴォイアのアルプスにある湖を気に入り、ボンヌが滞在する城から湖が眺められるようにしようと考えた。1371年、ボンヌはサヴォイア伯の宮廷を移すため、リペユに城を建設した。新たな城はレマン湖を見渡せる大きな窓があった。また、ボンヌは音楽のパトロンであり、ハープが上手であることでも知られていた。
1382年7月、夫のイタリア遠征のための資金が尽きようとしていたため、さらに資金を夫に提供するためボンヌは自身の宝石を400フローリン以上で売却した。

## 2度目の摂政
1383年、夫アメデーオ6世が死去したが、アメデーオ6世は息子アメデーオ7世がすでに20代前半であったにもかかわらず、ボンヌにサヴォイア伯領の支配権を与えた。ルイ・ド・コソネーが率い、オットン・ド・グランソンなどのコソネーの同盟者からなる枢密院の支援を受け、ボンヌは息子の名のもとにサヴォイアを統治した。マックス・ブルシェによると、この時期に枢密院が恐れていることの一つがサヴォイアに対するフランス王子らの影響力の拡大であったという。ベリー公ジャン1世は娘ボンヌをアメデーオ7世と結婚させ、2人の間に生まれたアメデーオ8世が将来サヴォイアを支配することになる。また、アメデーオ8世はブルゴーニュ公フィリップ2世の娘マリーと婚約した。ベリー公とブルゴーニュ公はどちらもフランス王シャルル5世の弟であり、甥シャルル6世の摂政をつとめていた。

## 3度目の摂政
息子アメデーオ7世が1391年に破傷風で死去し、ボンヌが摂政となった。ボンヌのサヴォイアにおける影響力は、アメデーオ7世の医師（アメデーオ7世の死に深く関係していた）が1395年にボンヌがアメデーオ7世の暗殺を命じたとしてボンヌを訴えたことで終焉を迎えた。ベリー公およびブルゴーニュ公もまた、枢密院のメンバー数名を殺人に加担したとして訴えた。最終的にボンヌは摂政の座と孫アメデーオ8世の世話から解放されることとなった。
ボンヌはマコン城で1402年に死去した。

## 子女
ボンヌとアメデーオ7世の間には3子が生まれた。
- 娘（1358年 - 1358年） - 生後数週間で死去[9]
- アメデーオ7世（1360年3月[9] - 1391年） - ベリー公ジャン1世の娘でボンヌの姪にあたるボンヌ・ド・ベリー（1365年 - 1435年）と結婚
- ルドヴィーコ（1364年末 - 1364年末） - 生まれた年の末までに死去[10]